# Nolina durangensis
Nolina durangensis es una especie de planta con rizoma perteneciente a la familia de las asparagáceas. Es originaria de  Norteamérica.

## Descripción
Es una planta casi sin tallo, rizomatosa. Con las hojas herbáceas, de color verde a amarillo claro, cayendo al suelo, las hojas son de 40 a 80 cm de largo y 7 a 11 mm de ancho. Los márgenes de las hojas son dentados. La inflorescencia es de 0,4 a 1,4 m de alto con muchas ramas. Las flores son de 1.7 a 2.5 mm de largo y de ancho. El periodo de floración es en mayo.
En la madurez de las cápsulas leñosas son 70-10 mm de diámetro. Las semillas son esféricas de 3 mm de diámetro.

## Distribución y hábitat
Nolina durangensis se encuentra  en México en el estado de Durango. Se asocia con Dasylirion durangense. La especie es poco frecuente y en la actualidad no se la conocen bien. 

## Taxonomía
Nolina durangensis fue descrita por William Trelease y publicado en Proceedings of the American Philosophical Society 50(200): 421, en el año 1911.
Etimología
Nolina: nombre genérico otorgado en honor del botánico francés  Abbé P. C. Nolin, coautor del trabajo publicado 1755 Essai sur l'agricultura moderne.
durangensis: epíteto geográfico que alude a su localización en el Estado de Durango.